# Milka Milinković
Milka Milinković, född 7 april 1955 i Dabar (Sanski Most) i Bosnien och Hercegovina (dåvarande Jugoslavien), död 11 juni 2017 i Rijeka i Kroatien, var en kroatisk friidrottare. Hon tävlade i parasport för Jugoslavien och Kroatien, och var den mest framgångsrika kroatiska paralympiern.

## Biografi
När Milinković var 13 år föll hon från ett träd, bröt ryggraden och blev delvis förlamad. Hon vårdades på sjukhus i Kraljevica, där hon senare kom att arbeta. Under rehabiliteringen började hon med parasport. Hon spelade rullstolsbasket och vann brons i EM 1974.

### Friidrott
Mer framgångar fick hon inom friidrotten. Redan 1972 deltog hon i Paralympiska sommarspelen i västtyska Heidelberg, där hon som sjuttonåring tog ett silver och ett brons. Under sin livstid deltog hon i tio paralympiska spel, där hon vann två guld, två silver och åtta brons. I Seoul 1988 slog hon världsrekord i kula, med ett resultat på 6,05 meter. Hon vann även 17 guld, 7 silver och 10 brons i VM- och EM-tävlingar, mestadels i spjutkastning. 1992 blev hon Kroatiens första paralympier, i samband med spelen i Barcelona.
Från och med 1980 års paralympiska sommarspel deltog hon i varje sommarspel under sin levnad. Hennes sista paralympiska deltagande var under 2016 års sommarspel i Rio de Janeiro.

### Övriga aktiviteteter, senare år
2009 blev hon ordförande för Rijekas idrottsförening för funktionshindrade. Hon arbetade även som volontär för personer med funktionshinder.
2017 avled hon efter en kort tids sjukdom.

## Meriter  och utmärkelser (urval)

### Paralympiska spelen
- Heidelberg 1972 – silver på 60 meter rullstolsåkning, brons i spjut
- Arnhem 1980 – brons i kula, brons i spjut
- Stoke Mandeville 1984 – guld i spjut, brons i kula
- Seoul 1988 – guld i kula (världs- och paralympiskt rekord: 6,05 m)
- Barcelona 1992 – brons i kula

### Utmärkelser
Milinković fick en rad utmärkelser och hedersbetygelser. Bland annat utsågs hon till Jugoslaviens bästa idrottare 1980 och 1984, och 2012 fick hon motta den kroatiska Danica Hrvatska-orden ('Morgonstjärnans orden') för sin idrottsliga karriär och resultat. Tre månader efter att Milinković avlidit, utkom ett kroatiskt frimärke till hennes minne.